# Ilhas Berlengas
Ilhas Berlengas este o arie protejată (arie de protecție specială avifaunistică — SPA) din Portugalia întinsă pe o suprafață de 102.662,5 ha, integral pe uscat.

## Localizare
Centrul sitului Ilhas Berlengas este situat la coordonatele 39°19′39″N 9°35′36″W / 39.327553°N 9.593281°V.

## Înființare
Situl Ilhas Berlengas a fost declarat arie de protecție specială avifaunistică în martie 1988 pentru a proteja 2 specii de plante și 48 de specii de animale.

## Biodiversitate
Situată în ecoregiunile marină Atlantică și mediteraneană, aria protejată conține 3 habitate naturale: Faleze cu vegetație de pe coastele atlantice și baltice, Tufărișuri halo-nitrofile (Pegano-Salsoletea), Peșteri marine scufundate complet sau parțial.
La baza desemnării sitului se află mai multe specii protejate:
- plante (2): Armeria berlengensis, Herniaria lusitanica subsp. berlengiana
- păsări (48): lăcar-de-lac (Acrocephalus scirpaceus), fluierar de munte (Actitis hypoleucos), ciocârlie-de-câmp (Alauda arvensis), alca (Alca torda), fâsă de luncă (Anthus pratensis), fâsă de pădure (Anthus trivialis), lăstunul mare (Apus apus), Apus pallidus, pietruș (Arenaria interpres), ciuf de câmp (Asio flammeus), Calonectris diomedea, scatiu (Carduelis spinus), Catharacta skua, lăstun de casă (Delichon urbica), șoim călător (Falco peregrinus), vânturel roșu (Falco tinnunculus), muscar negru (Ficedula hypoleuca), acvilă pitică (Hieraaetus pennatus), Hippolais polyglotta, Hydrobates pelagicus, pescăruș negricios (Larus fuscus), pescăruș-cu-cap-negru (Larus melanocephalus), gușă albastră (Luscinia svecica), rață neagră (Melanitta nigra), sula bassana (Morus bassanus), codobatură galbenă (Motacilla alba), codobatură de munte (Motacilla cinerea), codobatura galbenă (Motacilla flava), muscar sur (Muscicapa striata), Numenius phaeopus, Oceanodroma castro, pietrar sur (Oenanthe oenanthe), cormoran mare (Phalacrocorax carbo), codroșul de pădure (Phoenicurus phoenicurus), pitulice de munte (Phylloscopus collybita), Phylloscopus ibericus, pitulice-fluierătoare (Phylloscopus trochilus), Puffinus puffinus mauretanicus, Rissa tridactyla, mărăcinar (Saxicola rubetra), lup de mare mic (Stercorarius parasiticus), graur (Sturnus vulgaris), silvie de zăvoi (Sylvia borin), silvie roșcată (Sylvia cantillans), silvie de câmp (Sylvia communis), sturzul viilor (Turdus iliacus), sturz-cântător (Turdus philomelos), Uria aalge ibericus

Pe lângă speciile protejate, pe teritoriul sitului au mai fost identificate 2 specii de păsări, 1 specie de reptile.